# 雨點盧氏鱂
雨點盧氏鱂，為輻鰭魚綱鯉齒目鯉齒亞目底鱂科的其中一種，為亞熱帶淡水魚，分布於美國麻薩諸塞州至墨西哥灣北部淡水、半鹹水流域，體長可達5公分，棲息在植被生長的靜水處，生活習性不明，可作為觀賞魚。